# Mingala (subprefektur)
Mingala är en subprefektur i Centralafrikanska republiken.   Den ligger i prefekturen Basse-Kotto, i den centrala delen av landet, 400 km öster om huvudstaden Bangui.
I omgivningarna runt Mingala växer huvudsakligen savannskog. Runt Mingala är det glesbefolkat, med 10 invånare per kvadratkilometer.